# USS Melvin (DD-680)
USS Melvin II (DD-680) — американский эсминец типа «Флетчер» времён Второй мировой войны.

## История
Был заложен 6 июля 1943 года, спущен на воду 17 октября 1943 года и 24 ноября 1943 года вступил в состав ВМФ США. Получил имя в честь лейтенанта Джона Т. Мелвина, внучатая племянница которого, мисс Гертруда Бэйли, стала крёстной матерью корабля. 13 июня 1944 года «Мелвин» возле Сайпана потопил японскую подводную лодку RO-36.
25 октября 1944 года, в рамках Сражение в заливе Лейте, успешно торпедировал линкор «Фусо», за что получил прозвище «Безжалостный Мелвин».
Всего за годы войны «Мелвин» награждён десятью звёздами за службу.
В 1954 эсминец был выведен из состава флота, отправлен в резервный флот в Чарльстоне, в 1960 году переведён в резервный флот в Филадельфии. В конце 1974 исключён из списка плавсредств, а в следующем году — продан частной компании и утилизирован.